# Parafia św. Stanisława Biskupa w Rydzynie
Parafia Świętego Stanisława Biskupa w Rydzynie – rzymskokatolicka parafia w Rydzynie, należy do dekanatu rydzyńskiego archidiecezji poznańskiej. Została utworzona w 1410. Mieści się przy ulicy Kościelnej. W 2012 roku po 30 latach posługiwania na emeryturę przeszedł ks. kan. Stanisław Pioterek. Nowym proboszczem został mianowany ks. kan. Wojciech Pieprzyca. Od 2020 proboszczem parafii jest ks. kan. Mariusz Matecki. 